# Borgo San Jacopo
Borgo San Jacopo è una strada del quartiere Oltrarno nel centro storico di Firenze, che corre da via de' Guicciardini (all'altezza del Ponte Vecchio) alla piazza de' Frescobaldi (via dello Sprone e via Maggio). Lungo il tracciato si innestano, tutte sul lato sinistro, via dei Belfredelli, via de' Ramaglianti, via Toscanella e via de' Sapiti. Sul lato destro le case costeggiano e affacciano direttamente il fiume Arno formando una schiera compatta ad eccezione dell'apertura determinata dalla volta dei Barbadori verso la piazzetta degli Angiolieri: per questo è l'unico tratto del fiume in centro che non abbia un lungarno. 

## Storia
La denominazione è in riferimento all'antica chiesa di San Jacopo Soprarno che sorge lungo l'arteria, già parrocchia di uno dei tre primitivi "borghi" dell'Oltrarno, cioè degli insediamenti sorti al di fuori delle mura altomedievali della città, in corrispondenza delle porte. Gli altri due erano il borgo di Piazza (via Guicciardini) e il borgo Pitiglioso (via de' Bardi, lungo la via Cassia). 
Inglobata nelle mura del XII secolo, borgo San Jacopo aveva quindi già conosciuto una notevole attività edilizia, tanto da risultare nel corso del Duecento praticamente saturata con case e torri legate ad alcune delle più importanti famiglie fiorentine del tempo, quali gli Angiolieri, i Belfredelli, i Barbadori, i Marsili, i Ramaglianti e i Rossi d'Oltrarno. Le torri delle varie consorterie, in parte distrutte dai ghibellini dopo la battaglia di Montaperti del settembre 1260 quale rappresaglia nei confronti della fazione guelfa (e quindi danneggiate dai guelfi nella successiva fase di riconquista del territorio), furono ricostruite e continuarono a contrassegnare e ancora oggi in parte caratterizzano l'intero tracciato che mantiene un aspetto decisamente antico, vantando il primato di essere la via fiorentina con la maggior concentrazione di torri medioevali superstiti, ben cinque più una sesta in una via traversa. 

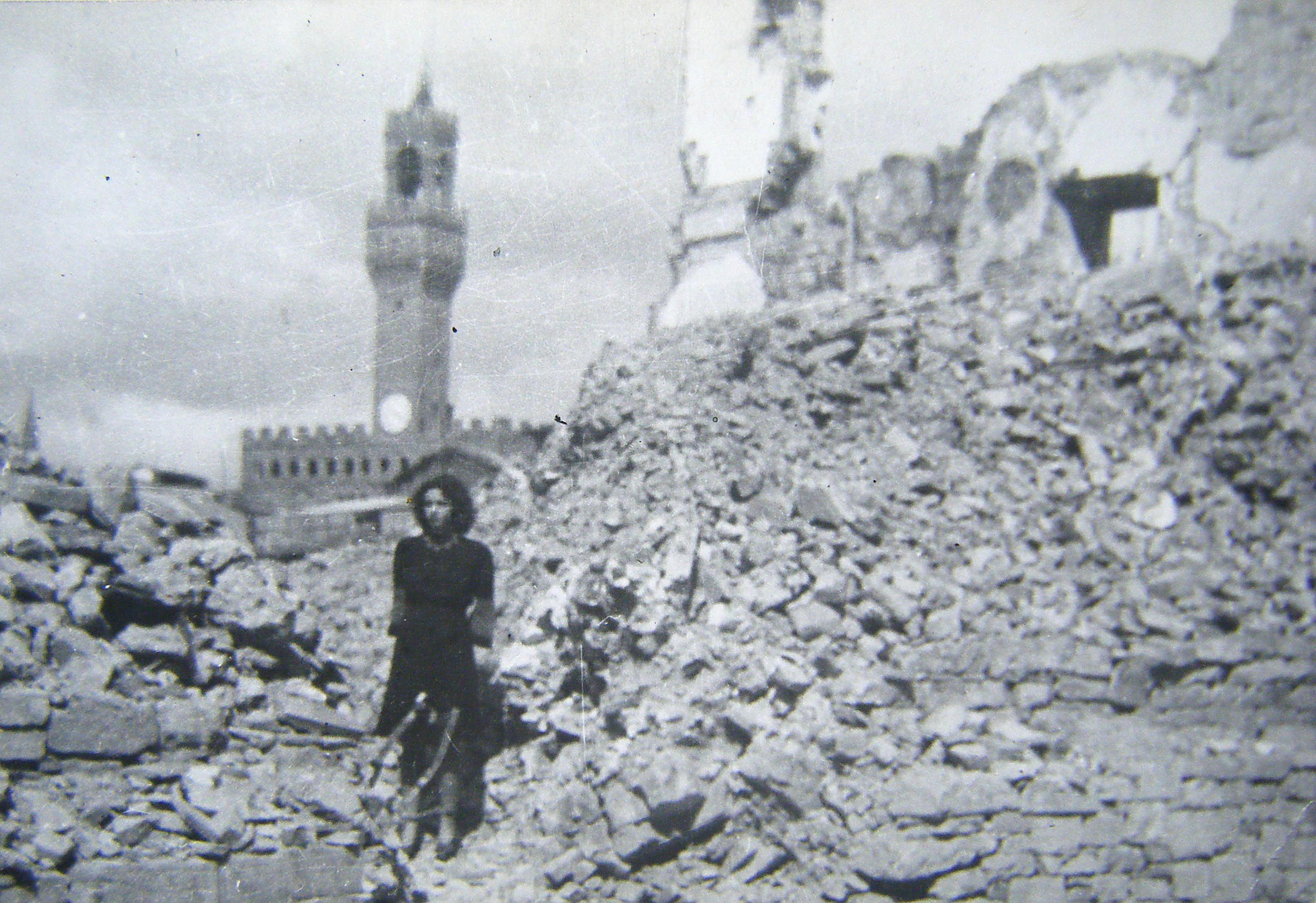
Macerie in Borgo San Jacopo nel settembre del 1944 dopo le distruzioni tedesche

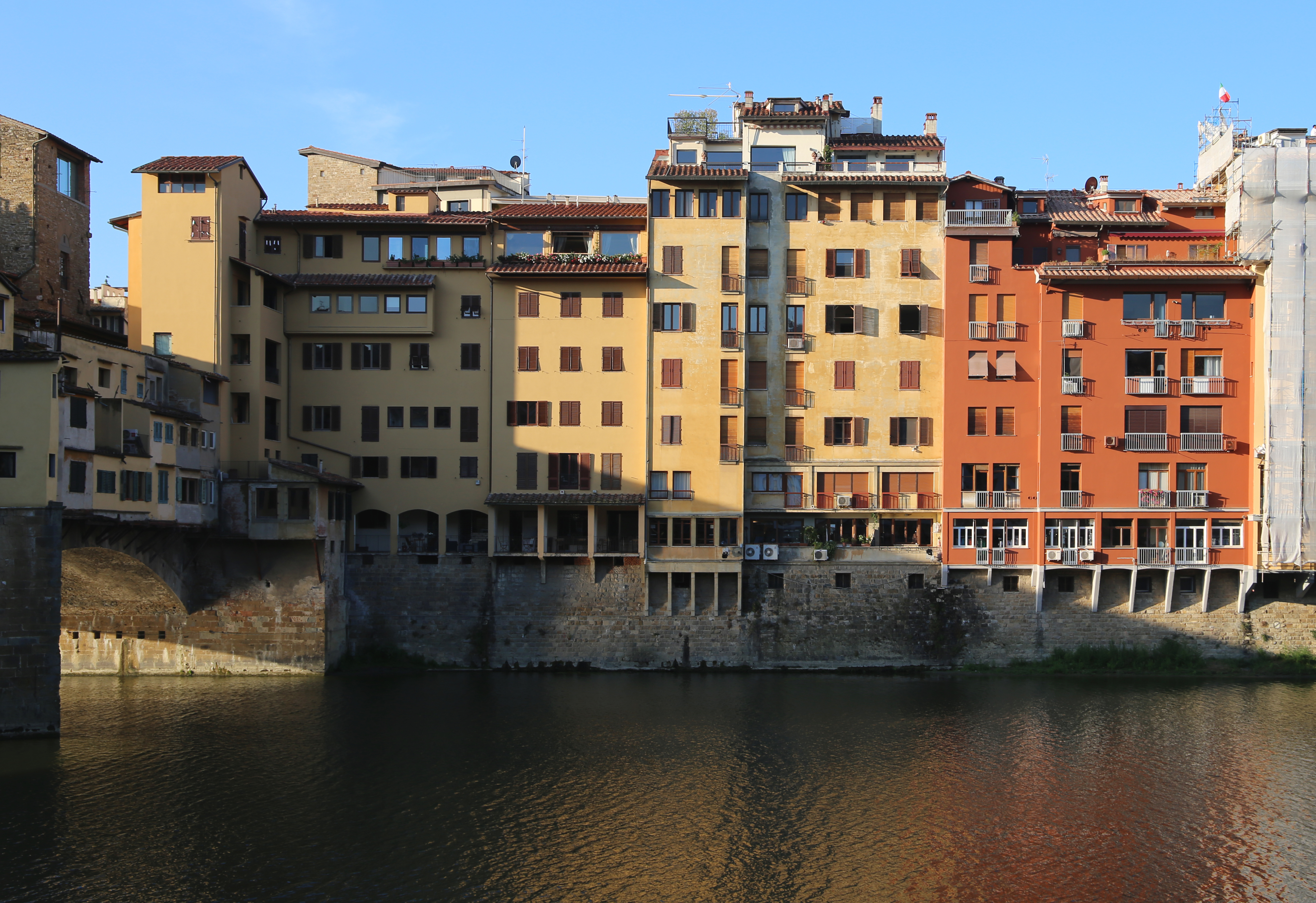
Gli edifici ricostruti lungo l'Arno dal lato di Borgo San Jacopo

In realtà gravi danni al patrimonio architettonico furono inferti durante la seconda guerra mondiale quando, nell'agosto del 1944, le truppe tedesche in ritirata minarono e atterrarono buona parte delle fabbriche del primo tratto in prossimità del Ponte Vecchio, con l'intento di fare con le macerie sbarramento al ponte e impedirne l'utilizzo da parte degli eserciti alleati provenienti da sud. Durante la lunga fase di ricostruzione degli edifici si optò per architetture moderne, conservando tuttavia nell'articolazione dei volumi memoria dell'antico tessuto urbano e ottenendo, in buona sostanza, una adeguata armonizzazione del nuovo con l'antico. I prospetti più "modernizzati" si affacciano infatti verso l'Arno, con edifici ad altezze irregolari appoggiati ai beccatelli oltre la sponda. Tra i progettisti che furono chiamati a collaborare alla stesura dei piani urbanistici di ricostruzione vi furono Lando Bartoli, Edoardo Detti, Italo Gamberini, Leonardo Savioli, anche se nelle fasi finali l'opera fu effettuata dagli uffici tecnici municipali.
Sempre in questa fase fu modificato in modo significativo anche il tracciato viario dalla piazzetta degli Angiolieri verso il Ponte Vecchio. Originariamente, infatti, l'arteria proseguiva dritta inquadrando la torre di Parte Guelfa, che si trovava a circa la metà dell'attuale arco del corridoio Vasariano su via de' Bardi. Con la distruzione della torre e con la decisione di ampliare la carreggiata di via de' Bardi, borgo San Jacopo fu tracciato nuovamente in questo suo tratto con un andamento decisamente più prossimo al corso dell'Arno, in modo da inquadrare la torre de' Mannelli e l'imbocco del Ponte Vecchio, così da reinventare uno scorcio tra i più famosi della Firenze del tempo.  
Le preesistenze del tratto antico, peraltro, erano state a loro volta oggetto di interventi di restauro ottocenteschi, che ne avevano esaltato il carattere medievale, con demolizione degli intonaci e valorizzazione delle superfici in pietra, con inserimento di ferri da bandiera e da cavallo, costruzione di archi e inserimento di colonnine con capitelli a foglia d'acqua, e via dicendo. Pur rimanendo sempre il dubbio sulla natura e l'effettiva datazione di ciò oggi osserviamo, nell'insieme la via (almeno nel secondo tratto da via de' Ramaglianti alla piazza de' Frescobaldi) appare assolutamente verosimile nel suo carattere medievale, anche laddove questo è frutto della rivisitazione ottocentesca e dei primi decenni del Novecento, quando si intervenne - in particolare tra il 1924 e il 1926 con cantieri diretti da Alfredo Lenzi e Luigi Zumkeller - su varie case e torri per enfatizzarne il carattere antico e 'ferrigno'. 
A questo si aggiunga il pregio dato dal fatto che il borgo mantiene carattere residenziale e commerciale, con attività che, se in parte assecondano gli interessi dei turisti, dall'altra mantengono carattere tradizionale e funzionale alle esigenze del quartiere. Per tali motivi, per ciò che ancora conserva di antico, per le molte memorie storiche, per gli scorci che offre sul fiume e sul tessuto della città medioevale, la strada è da considerarsi di eccezionale valore storico e artistico.

## Descrizione
Venendo dal Ponte Vecchio subito a destra si incontra la Torre dei Rossi-Cerchi, che di profilo presenta il tradizionale filaretto in pietra, ma girato l'angolo mostra un'inconfondibile facciata moderna. Vi si apre in una nicchia la fontana del Bacco di Giambologna: durante la guerra la vasca di marmo venne irrimediabilmente distrutta, ma la statua fu ripescata tra le macerie e restaurata; oggi è stato posto ai piedi della statua un sarcofago di epoca romana. La statua in bronzo originale è stata portata al Museo nazionale del Bargello, ed è stata sostituita nel 2006 da una replica eseguita dalla Fonderia Artistica Ferdinando Marinelli di Firenze su calco fatto sull'originale.
Al 54 si incontra la torre dei Barbadori, affiancata da una piazzetta panoramica sull'Arno e sul Ponte Vecchio. Vi sorge davanti la pittoresca torre dei Belfredelli, alla quale si appoggia sul retro la torre dei Ramaglianti. Una seconda Torre dei Barbadori si trova al 22, dall'aspetto più di palagio, mentre al 17 si innalza la torre forse più bella, quella dei Marsili, decorata da un bassorilievo robbiano sul portale aggiunto nell'Ottocento dall'orafo Giuseppe Sorbi che qui ebbe il suo laboratorio.
Poco oltre si incontra la chiesa di San Jacopo Soprarno, di antica fondazione ma dall'aspetto settecentesco. Il porticato proviene dalla chiesa di San Donato in Scopeto e fu qui riassemblato nel 1575 dopo che l'altra chiesa venne distrutta durante l'assedio di Firenze. Accanto alla chiesa si erge la torre degli Angiolieri.
In fondo a borgo San Jacopo, all'angolo con via dello Sprone, si trova la celebre fontana dello Sprone, realizzata da Francesco Generini nel 1638-1639.

### Edifici
| Immagine | N°       | Nome                                      | Descrizione |
| -------- | -------- | ----------------------------------------- | --- |
|          | 2r-16r   | Palazzo della Commenda del Santo Sepolcro | Di questo antico e glorioso edificio rimangono oggi ben pochi resti, essendo per lo più frutto, ormai, della ricostruzione post-bellica. Per quanto buona parte della letteratura indichi la porzione che guarda verso il ponte nei suoi piani inferiori come "salvata dalle distruzioni", è più che evidente di come questa sia frutto di una ricostruzione, benché in parte effettuata con materiale antico recuperato in loco. Il nuovo edificio che si sviluppa nell'area e che incorpora le poche reliquie antiche fu realizzato su progetto dell'architetto Nino Jodice e, nella sua semplicità, non si discosta di molto dalla situazione documentata a prima della distruzione, per quanto risulti di dimensioni decisamente più contenute, avendo deciso nella ricostruzione di arretrare il fronte su borgo San Jacopo in modo che la strada si aprisse alla veduta della torre dei Mannelli. Dal numero civico 2 del Ponte Vecchio si accede sia agli appartamenti sia a una terrazza interna sull'Arno, sulla quale guardano gli accessi secondari dei negozi posti al terreno e con la vetrina su borgo San Jacopo. |
|          | 3        | Torre dei Rossi Cerchi                    | Durante la seconda guerra mondiale la duecentesca torre già dei Rossi d'Oltrarno e poi dei Cerchi e dei Canigiani fu distrutta. Nel 1946 il Comune di Firenze bandì un concorso per la ricostruzione degli edifici, vinto dall'allora giovane architetto Francesco Tiezzi. Nel periodo 1953-1957 Tiezzi elaborò un progetto che doveva in qualche modo ricordare la torre perduta, sebbene arretrata nel sito per rettificare borgo Santi Apostoli. Il restauro dovette rispondere alle complesse esigenze urbanistiche del luogo e fu effettuato riutilizzando parte dei materiali edili originali. |
|          | 4        | Casamento                                 | L'edificio è moderno e modesto, realizzato assieme agli altri presenti in questo tratto di strada a seguito delle distruzioni belliche. Esistette però qui la casa di proprietà Vietti, che fu appigionata dal Giambologna attorno al 1572 prima di trasferirsi in borgo Pinti. Per quanto riguarda l'attuale casamento si annota il rifacimento della copertura e della facciata nel 2020. |
|          | 5        | Casa                                      | Si tratta di un edificio moderno, frutto delle ricostruzione del dopoguerra, che si presenta sviluppato per cinque piani su sette assi, con i quattro piani superiori realizzati su di uno sporto sostenuto da mensole in cemento armato, secondo una soluzione adottata in quegli anni in più di una occasione, con l'intento di armonizzare il moderno con la tradizione architettonica antica e quindi il nuovo con un contesto urbano fortemente caratterizzato. L'edificio sorge dove era una casa ricordata nel repertorio di Bargellini e Guarnieri per essere stato il luogo dove nacque, nel 1821, il domenicano cardinale Agostino Bausa, arcivescovo di Firenze. |
|          | 7        | Casamento                                 | Altro edificio post-bellico di carattere moderno, al tempo di Fantozzi (1843) e ancora del Garneri (1924) era qui un palazzo Novellucci già appartenuto alla famiglia Strozzi, che vi aveva riunito una rara libreria poi acquistata dal granduca Leopoldo I e ripartita tra le pubbliche biblioteche. La facciata era adorna di stemmi del Cinquecento e il cortile era segnalato dalla letteratura come costruito da Michelozzo (per Limburger l'opera rimandava invece alla maniera di Baccio d'Agnolo). Il palazzo, che a suo tempo era stato interessato da un intervento di restauro su progetto di Luigi Zumkeller, appariva nell'elenco redatto nel 1901 dalla Direzione Generale delle Antichità e Belle Arti, quale edificio monumentale da considerare patrimonio artistico nazionale. L'attuale esteso casamento, che in pianta si sviluppa attorno a due corti interne, fu realizzato tra il 1956 e il 1961 su progetto dell'architetto Eugenio Maria Rossi di Roma e su committenza dell'Istituto Nazionale per l'Assicurazione contro gli Infortuni sul Lavoro. L'altezza totale dell'edificio è adeguata a quella degli edifici distrutti, mantenendosi comunque inferiore a quella delle due antiche torri che guardano al prospetto su via de' Belfredelli (la torre dei Belfredelli e la torre dei Ramaglianti), "mentre la volumetria complessiva incorpora diversi lotti di singoli edifici lasciati liberi dalle distruzioni belliche, superando la precedente eterogeneità che caratterizzava il tessuto" (Renzi 2014). Le facciate (cinque piani più un corpo in soprelevazione a fungere da attico) rimandano velatamente, per il leggero aggetto dei piani superiori rispetto al terreno, agli sporti propri dell'architettura medievale, secondo principi comuni alle molte realizzazione degli anni 1950 nella zona. |
|          | 8        | Palazzina                                 | L'edificio, moderno, fu realizzato tra il 1954 e il 1963 assieme agli altri presenti in questo tratto di strada. Il progetto di ricostruzione, redatto dall'architetto Francesco Tiezzi fu, come per gli altri casi presenti in quest'area, "fortemente caratterizzato dall'assunzione dei limiti planimetrici e altimetrici del precedente edificato e dalla ricerca di una continuità ambientale con la città storica. Originale appare invece la soluzione adottata sul fronte fiume dove la facciata completamente finestrata si inserisce come una variante 'minimale' nella sequenza dei prospetti". |
|          | 9        | Torre dei Belfredelli                     | L'edificio appartenne alla famiglia guelfa dei Belfredelli, a cui seguirono, in data imprecisata, i del Corno e i Guiducci. Parzialmente danneggiate dall'esplosione delle mine belliche, fu rimaneggiate negli anni della ricostruzione, con la realizzazione di un attico nettamente moderno, che tuttavia non ne snatura il carattere. La torre è tra le più alte ancora in piedi in città e presenta il tipico rivestimento con il filaretto di pietra a vista. Si aprono varie finestre non allineate e alcune buche pontaie con mensole. |
|          | 54r      | Prima torre dei Barbadori                 | La torre fu in origine dei Barbadori, famiglia fiorentina di mercanti, e l'erezione viene fatta risalire al XII secolo. Nel corso del tempo la proprietà passò ai Ridolfi di Piazza e quindi fu inglobata in una casa che era a sua volta stata di proprietà Malesci e, agli inizi del Novecento, Folli. Restaurata nel 1929 dall'architetto Luigi Zumkeller, fu restaurata nell'ultimo dopoguerra con ampie integrazioni e, isolata su tre lati, inserita fra gli edifici moderni. Nonostante tali vicissitudini è ancora oggi segnalata tra le fabbriche medievali meglio conservate della città. Presenta al piano terreno che guarda a borgo San Jacopo un portale sormontato da un arco ribassato, sopra il quale si apre quello che doveva essere il principale accesso, cioè un portale sormontato da un arco acuto al quale si accedeva mediante una scala in legno. Ai piani superiori, con filaretto di pietre a vista, si trovano alcune finestre di forma e dimensione diversa, frutto di modifiche più tarde volte a dare maggiore luce agli ambienti interni. |
|          | 11       | Palazzo del Corno                         | Era qui in antico un ampio edificio già di proprietà dei Belfredelli e quindi della famiglia del Corno, la cui storia è strettamente legata a quella della vicina torre dei Belfredelli. Attualmente, vista la pressoché totale distruzione di questo edificio nell'agosto del 1944, e la sua conseguente ricostruzione in forme moderne, non è più apprezzabile l'estensione della proprietà e la storia del luogo. Tuttavia, al terreno del fronte principale su borgo San Jacopo, è da notare l'ampio accesso posto a destra, con un arco ribassato dove la numerazione dei singoli elementi che lo compongono testimonia dell'opera di salvataggio delle antiche pietre dalle macerie della guerra, condotta inizialmente dalla Soprintendenza sotto la direzione dell'architetto Nello Bemporad. Ulteriore e importante documento delle origini del palazzo è nella corte interna, dove si ergono tre imponenti pilastri ottagoni trecenteschi, con all'altezza dei capitelli scudi con l'arme dei del Corno. La stessa arme ricompare, in forme stilizzate, sul cancello in ferro all'ingresso, a bene sintetizzare l'inusuale commistione di elementi antichi e moderni. |
|          | 20       | Casa                                      | La casa è legata agli interventi di ricostruzione. In questo caso il nuovo edificio, sviluppato per sei piani, poneva il non facile problema di un inserimento a lato di una torre medievale che era stato possibile salvare anche se con ampie integrazioni. Decisamente interessante la soluzione adottata dall'architetto Nino Jodice al quale si deve la realizzazione, e che "nella facciata invertì con audace semplicità i canoni della tradizione ponendo i vuoti al posto dei pieni e tuttavia riuscendo a mantenere il carattere severo e chiuso delle case torre fiorentine". |
|          | 22-24    | Seconda torre dei Barbadori               | La seconda torre dei Barbadori è da identificare con la casa Serragli di cui parla Federico Fantozzi, che appartenne e servì di abitazione a Donato Barbadori. Tra il 1926 e il 1927 è documentato un intervento di restauro su progetto dell'architetto Luigi Zumkeller, di poco precedente al cantiere nell'altra torre Barbadori. Rispetto a quest'ultima, questa si presenta sotto forma di 'palagio', a indicare presumibilmente una trasformazione trecentesca a partire da una costruzione del secolo precedente. È composta da due corpi affiancati, con il piano terreno in bozze di pietra, segnato dalla presenza di fornici il principale sormontato da tre archi sovrapposti, con finestre che si aprono nelle rispettive ghiere. Da segnalare la presenza di una notevole quantità di ferri da facciata su tutto il fronte, legati ai già richiamati lavori di Zumkeller tesi a recuperare il carattere medievale dell'edificio. |
|          | 26       | Casa                                      | Dell'edificio, che si sviluppa per tre assi su cinque piani, è di interesse il terreno, parato in pietra rustica, con due fornici ribassati che si sviluppano in continuità con quelli delle case precedenti e altrettante buche pontaie su robuste mensole. L'insieme appare più che plausibile a completare l'immagine di una strada che nel Trecento doveva appunto presentarsi con una ininterrotta successione di archi: sono tuttavia evidenti le molte integrazioni e ricostruzioni, compreso il parapetto con colonnino che arricchisce l'accesso al numero 66r e oltre il quale si aprono una serie di ambienti voltati che giungono fino all'affaccio sull'Arno, un tempo sede della stamperia Giannini. Visto il gusto e la manifattura (si noti anche la decorazione neotrecentesca del primo ambiente) e dati gli interventi operati nel 1928 in questo tratto da Luigi Zumkeller, è più che probabile che anche in questo caso di debba ricondurre a questo periodo e allo stesso architetto la situazione attuale. |
|          | 13       | Casa                                      | L'dificio presenta un terreno parato in pietra rustica, in perfetta sintonia con gli edifici circostanti, segnato da due fornici ribassati che poi trovano continuità negli ulteriori fornici che seguono al civico 15. La facciata, organizzata su quattro piani per due assi, mostra peraltro coppie di eleganti finestre ad arco (con cornici sempre in bozze di pietre piane disposte a pettine) allineate sulle fasce modanate del marcadavanzale, assolutamente adeguate a testimoniare del carattere medievale della via. Nell'insieme, fatte salve le integrazioni, è quattrocentesco. Secondo le ricerche di Silvia Moretti e Cinzia Nenci (1998), l'edificio dovrebbe essere stato interessato da un più che plausibile intervento di restauro da parte dell'architetto Luigi Zumkeller, supponiamo tra gli anni venti e trenta del Novecento. |
|          | 15       | Casa                                      | L'edificio presenta una severa facciata organizzata su due assi per quattro piani, i primi due parati a bugnato di pietra. Il terreno è segnato da due fornici ad arco ribassato che si pongono in continuità con quelli dell'edificio precedente, e che qui sono affiancati da tre buche pontaie fornite di robuste mensole aggettanti. Di un certo interesse anche l'androne di accesso (decentrato a sinistra) con scala in pietra ingentilita sul corrimano dalla figura di un leone e con un notevole soffitto a travi e travicelli, dipinto con motivi che rimandano alla tradizione tre/quattrocentesca. |
|          | 28       | Casa Mazzinghi                            | La casa si sviluppa per tre piani più un mezzanino, organizzati su quattro assi. Nonostante i molti restauri che hanno determinato un fronte in parte a filaretto, in parte intonacato, il piano terreno sembra denotare una riconfigurazione essenzialmente riconducibile al Cinquecento quando, quella che era presumibilmente una antica proprietà degli Angiolieri, fu trasformata in palazzo. Sul portone bugnato è uno scudo con un'arme che riferibile alla famiglia Mazzinghi (qui senza smalti, a tre mazze d'arme rovesciate, anellate, ordinate l'una accanto a l'altra). Negli ambienti al terreno ebbe sede la Luzzetti Antichità, mentre nella casa abitò fino alla morte l'antiquario Gianfranco Luzzetti. Tra le sue volontà c'è stata quella di destinare la casa e la ricca collezione d'arte a casa museo. |
|          | 17-19    | Torre dei Marsili                         | L'edificio è costituito nella sua parte principale e più antica da una torre, in origine della famiglia dei Marsili che, di parte guelfa, partecipò alla battaglia di Montaperti subendo le conseguenze della sconfitta. Fu alternatamente dei ghibellini Ramaglianti e successivamente dei Sapiti, che ne rimasero proprietari fino ai primi del Seicento. Attorno alla metà dell'Ottocento era proprietà dell'antiquario e gioielliere Giuseppe Sorbi, che l'avrebbe restaurato attorno al 1830: a questo periodo, oltre a significativi lavori di ristrutturazione interni, sono da ricondurre sia alcune belle decorazioni pittoriche ispirate alle grottesche cinquecentesche, sia motivi geometrici a stampino in stile neo trecentesco. Sul portone è presente la copia di una Annunciazione, di due Angeli reggicero su cherubini e di un Gesù bambino benedicente in terracotta invetriata (gli originali sono conservati nell'ampio androne interno con accesso dal civico 19), di scuola di Giovanni della Robbia, risalenti al periodo della proprietà Sorbi. |
|          | 30       | Torre degli Angiolieri                    | La torre appare per la prima volta citata nel 1393 e tuttavia la sua fondazione viene fatta risalire almeno alla seconda metà del XII secolo. Dalla famiglia degli Angiolieri passò successivamente ai Lotti, famiglia del sesto di Oltrarno estintasi nel Seicento. Si presenta oggi molto abbassata in seguito alla "scapitozzatura" antica, ed ha subito nel tempo alterazioni e rifacimenti, come si evidenzia soprattutto nella parte superiore, che può dirsi completamente ridisegnata anche per l'apertura di finestre utili a dare luce agli interni. Nonostante il paramento in pietra a bozze regolari tenda a rendere unitaria l'intera facciata, è quindi da ritenersi riconducibile alla fabbrica originaria solo il piano terreno. Questo, trecentesco, è segnato da un grande portone con un arco a tutto sesto. |
|          | 21       | Casa                                      | L'edificio prospetta su borgo San Jacopo con un fronte di quattro piani più un mezzanino organizzato su due assi, interamente parato in pietra, con al terreno due ampi archi ribassati (tamponati e riconfigurati), in buona sostanza riconducibile alla tipologia delle casa trecentesca con torre. Lungo via de' Sapiti l'edificio si estende per una notevole profondità, con l'ampia superficie intonacata a tratti interrotta da brani in pietra, al terreno a profilare ulteriori archi. L'edificio fu oggetto nel 1972 di una vivace polemica legata all'intervento in corso in quell'anno sull'immobile: acquistato dalla società Solidago di Vaduz (Liechtenstein), il palazzo era stato destinato a complesso residenziale di lusso con annesso ristorante e bar, sulla base di un progetto redatto dagli architetti Ettore Salani e Renzo Martini, che nel 1968 aveva ricevuto il nulla osta da parte della Soprintendenza ai Monumenti e della commissione edilizia del Comune. L'intervento, se da una parte metteva fine allo stato di degrado dell'area che ancora recava tracce evidenti delle distruzioni del 1944, si era però andato rilevando non tanto di 'restauro' quanto di ristrutturazione radicale (il che sottintendeva la presentazione di una documentazione infedele a chi aveva rilasciato i nulla osta), facendo sorgere un comitato cittadino che, con l'apporto della stessa Soprintendenza, aveva portato al sequestro del cantiere e alla rielaborazione del progetto da parte della proprietà, a documentare quanto debba e possa la cittadinanza nell'azione di salvaguardia della propria storia. |
|          | 23       | Casa Corsini                              | L'edificio si imposta davanti alla chiesa di San Jacopo sopr'Arno, sviluppandosi per tre piani più un mezzanino, organizzati su quattro assi (dei quali quello all'estrema sinistra tamponato e reso in facciata con cornici che inquadrano finte finestre dipinte). Si caratterizza per una certa eleganza del disegno d'insieme e per la facciata arricchita da graffiti, con due fasce a elementi fitomorfi che corrono al di sotto delle due cornici marcadavanzale. Al piano nobile sono poi due scudi con il campo partito, sempre resi a graffito, che in modo più evidente dichiarano una fattura di primo Novecento per le evidenti inflessioni di gusto floreale. Al centro del fronte è un ulteriore scudo, questa volta in pietra, recante l'arme della famiglia Corsini (bandato di sei pezzi d'argento e di rosso, alla fascia attraversante d'azzurro). |
|          | 27-29-31 | Casa                                      | L'edificio si sviluppa con andamento irregolare per quattro o cinque piani su nove assi, raccordato da file di finestre con cornici sporgenti rettangolari (un asse sul fronte tamponate) e presenta una facciata che, nell'insieme, appare riconducibile al Cinquecento. Il portone centrale, centinato e circondato da una cornice di bozze lisce in pietraforte, sta sotto a un terrazzino e mostra a destra i resti della numerazione di epoca napoleonica. A sinistra si trova un portalino che verosimilmente conduce alla scala per i piani superiori, mentre a sinistra conduce agli ampi ambienti che si sviluppano al suo fianco (attualmente occupati da una galleria d'arte). Nel complesso questi elementi indicano comunque una ben più antica origine della fabbrica, in origine presumibilmente di tipologia propria della casa corte mercantile. A sinistra, al primo piano, si vede uno scudo con arme segnata da uno scaglione e da un crescente. |
|          | s.n.     | San Jacopo Soprarno                       | La chiesa risale probabilmente ai secoli X-XI e fu edificata in stile romanico dando il nome al borgo che le si formò intorno. Sulla strada si presenta con un portico romanico che venne qui rimonatato nel 1580 con materiali provenienti dalla distrutta chiesa di San Donato in Scopeto, ad opera dei Canonici Scopetini su sovvenzione di Francesco I de' Medici. L'interno abbe importanti opere rinascimentali, sebbene oggi si presenti in un unitario aspetto di inizio Settecento, legato al rinnove fatto dai Padri della Missione che vennero in possesso della chiesa nel 1703. |
|          | 36       | Compagnia di San Jacopo del Nicchio       | La compagnia laicale di San Jacopo del Nicchio si era stabilita in Borgo San Jacopo fin dal Trecento, arricchendo la propria residenza con una cappella e condividendo successivamente con l'adiacente complesso della chiesa di San Jacopo Soprarno il chiostro e l'orto della canonica. L'edificio, completato nell'anno 1400, in ragione delle profonde trasformazioni subite dal complesso nel corso dei secoli (confinante anche col palazzo della Missione), si presenta sulla via con un ampio e severo fronte segnato da tre monofore asimmetriche. Al terreno, oltre ad un ampio passo carraio, sono cinque portali: il grande, posto a destra, attualmente immette in un vano a pianta circolare adibito a esposizione di una attività commerciale, gli altri più a sinistra, di dimensioni contenute, recano sull'architrave l'emblema della compagnia caratterizzata dalla raffigurazione di un bordone con un nastro (alludente forse alla sferza della disciplina) e dall'iscrizione SOC. NOCE S. JA (Società natturna di San Jacopo). |
|          | 33       | Casa Frescobaldi dello Sprone             | L'edificio determina l'acuta cantonata tra borgo San Jacopo e via dello Sprone con un basso corpo di fabbrica superiormente a terrazza con, al vertice, una piccola loggia aggettante su mensole a fungere da belvedere sulle strade che qui si incontrano. Sul fronte arretrato della casa è posto un busto in marmo raffigurante il granduca Ferdinando I de' Medici, con relativa iscrizione dedicatoria e la data 1595. Lo sprone, in pietra, è arricchito da uno scudo con l'arme dei Medici e da una fontana (da considerare non di pertinenza della casa ma squisito elemento di arredo urbano). |
|          | 84r-88r  | Palazzo Frescobaldi di San Jacopo         | Il palazzo documenta quanto resta degli edifici facenti parte delle proprietà della potente famiglia Frescobaldi, la cui residenza principale insisteva a fianco del ponte Santa Trinita, laddove ora si erige il palazzo della Missione. Si può anzi ipotizzare che il carattere di questo prospetto fosse quello proprio di tutto il grande 'casone' che a un certo punto della storia del complesso ha caratterizzato questo lato della piazza, mentre dal lato opposto si susseguivano edifici di minor pregio ed estensione, destinati a magazzini e rimesse, fino a giungere alla loggia che caratterizzava l'ultimo tratto verso il lungarno. Di conseguenza, per un certo periodo, anche questa porzione fu inglobata nello stesso convento dei Vincenziani e, come questo, occupata prima da uffici poi da scuole. Il palazzo fu restaurato da Alfredo Lensi in occasione del secentenario dantesco del 1921, a ricordo di quel Dino Frescobaldi che fu l'intimo amico del sommo poeta. |

### Fontane

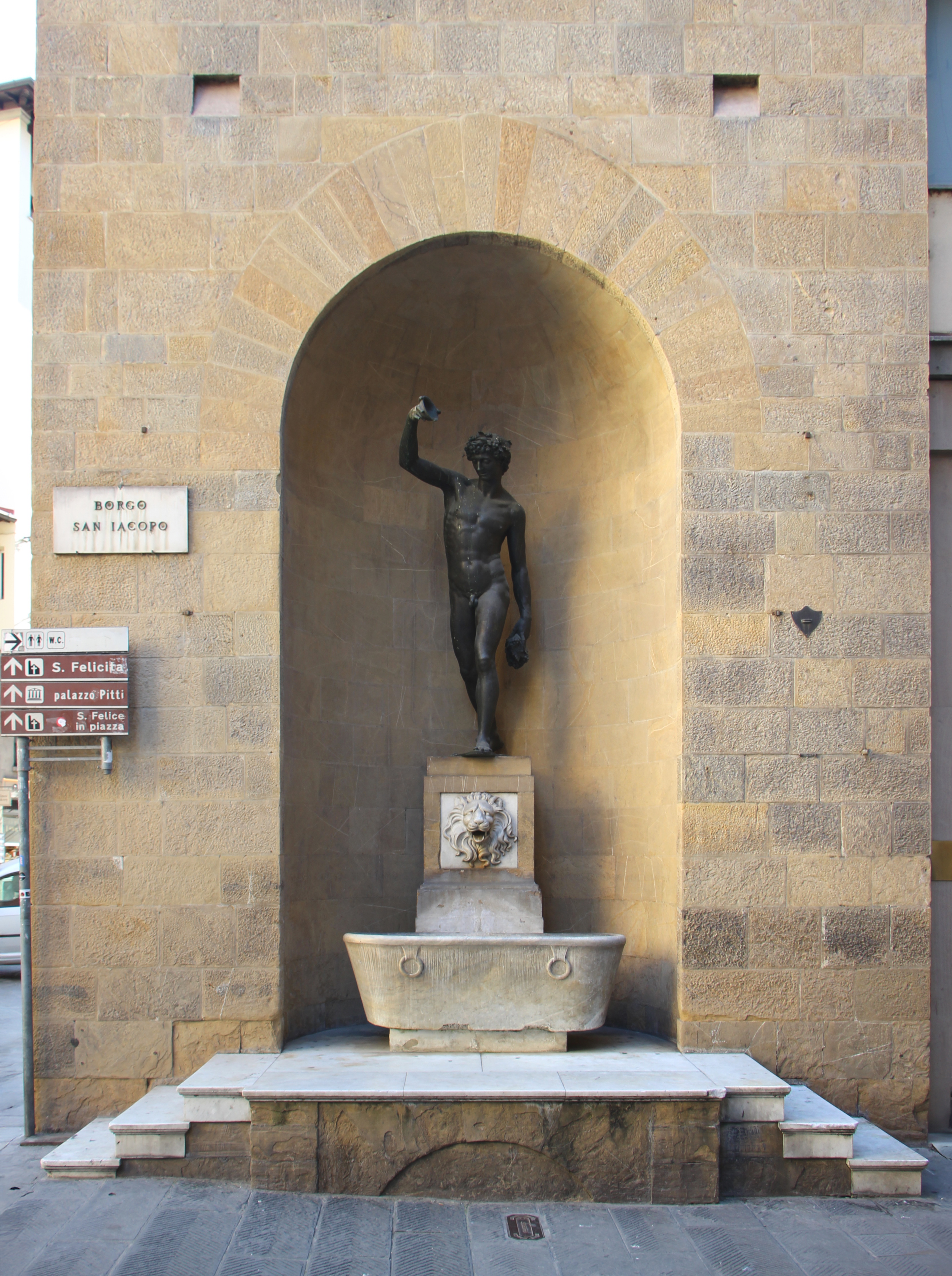
Fontana del Bacco

All'inizio della strada, alla base della torre dei Rossi Cerchi, su progetto dell'architetto Francesco Leoni, venne realizzata nel 1838 una nicchia, all'interno della quale fu posta un'antica vasca di marmo (già parte della base della scultura del Giambologna raffigurante Ercole e Nesso quando questa si trovava sul canto de' Carnesecchi) su uno zoccolo sporgente rispetto al filo del fronte ed elevata di tre gradini, ed un Bacco in bronzo dal cui basamento sgorgava attraverso una testa leonina l'acqua, in modo da costituire a tutti gli effetti una fontanella pubblica. La scultura era reputata allora di un allievo di Benvenuto Cellini e oggi riconosciuta come opera giovanile del Giambologna databile attorno al 1560.
La notte tra il 3 e il 4 agosto 1944 anche la fontana venne distrutta, sebbene la statua del Bacco si salvò essendo stata nel frattempo trasferita nei depositi della Soprintendenza, mentre andò perduta la vasca in marmo. Nel corso dei lavori di ricostruzione si provvide a ricreare una nicchia simile alla precedente che, nel 1958, con un finanziamento dell'Azienda di Turismo, tornò ad ospitare il Bacco e una diversa vasca, questa volta costituita da un sarcofago di epoca romana. Un'incisione nella nicchia ne ricorda la data e le circostanze della ricostruzione. Nel 2006, dopo il suo restauro, la statua è stata collocata al Museo nazionale del Bargello e qui sostituita da un calco (Meridiana Restauri con fusione eseguita dalla Fonderia Artistica Ferdinando Marinelli di Firenze).

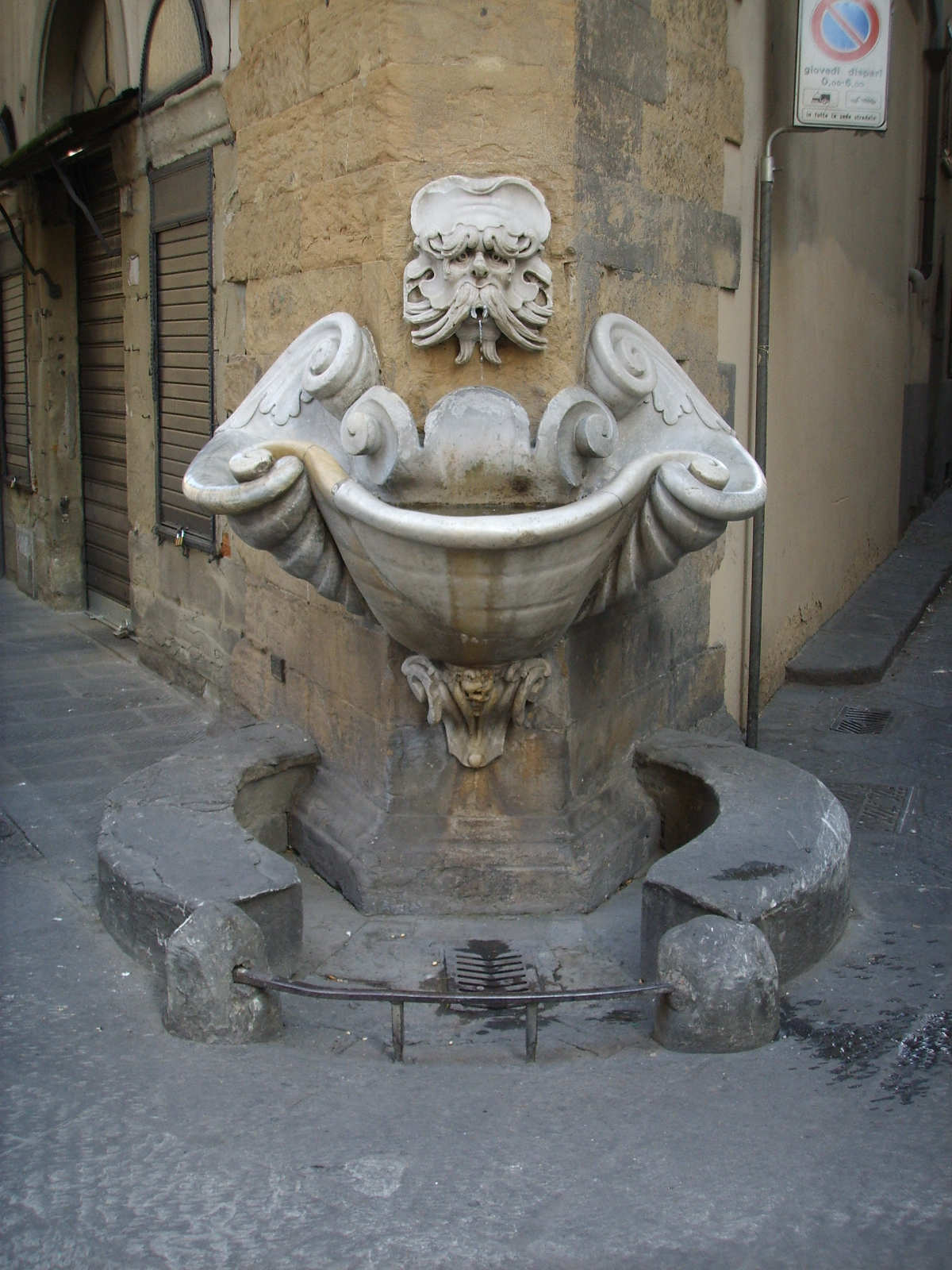
Fontana dello Sprone

All'estremità opposta della strada si trova invece la fontana dello Sprone. Recentemente si è chiarito come la fontana non sia un'opera di Bernardo Buontalenti del 1608 circa, come si era sempre creduto, ma che sia stata in realtà allestita al termine dei lavori dell'acquedotto voluto da Ferdinando II, nel 1638-1639, ed eseguita dallo scultore Francesco Generini. Lo sprone, in pietra, è arricchito da uno scudo con l'arme dei Medici e da una fontana (da considerare non di pertinenza della casa ma squisito elemento di arredo urbano) con la vasca a forma di conchiglia e con lo zampillo che esce da un mascherone grottesco, il tutto di pretto gusto tardo manierista, ed era realizzata in modo da creare una cascata sul davanti, che finiva nella vasca sottostante di raccolta e smaltimento dell'acqua.

### Tabernacoli
Sulla seconda torre dei Barbadori si trova una nicchia ogivale che contiene una tavola della Madonna col Bambino, riferita alla scuola di Lorenzo Monaco. Sopra il tabernacolo un braccio in ferro battuto sorregge una lampada. 

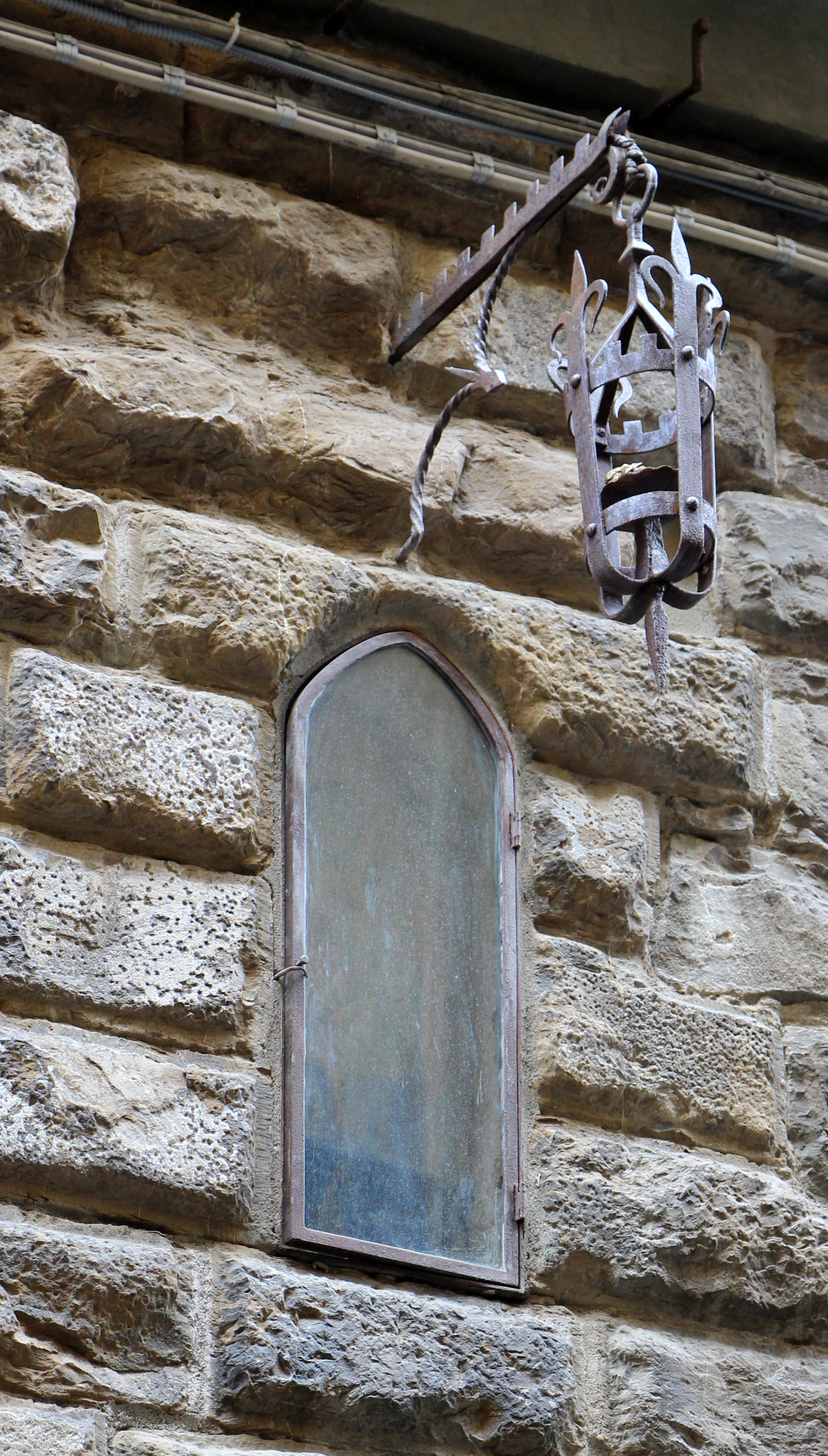
Il tabernacolo
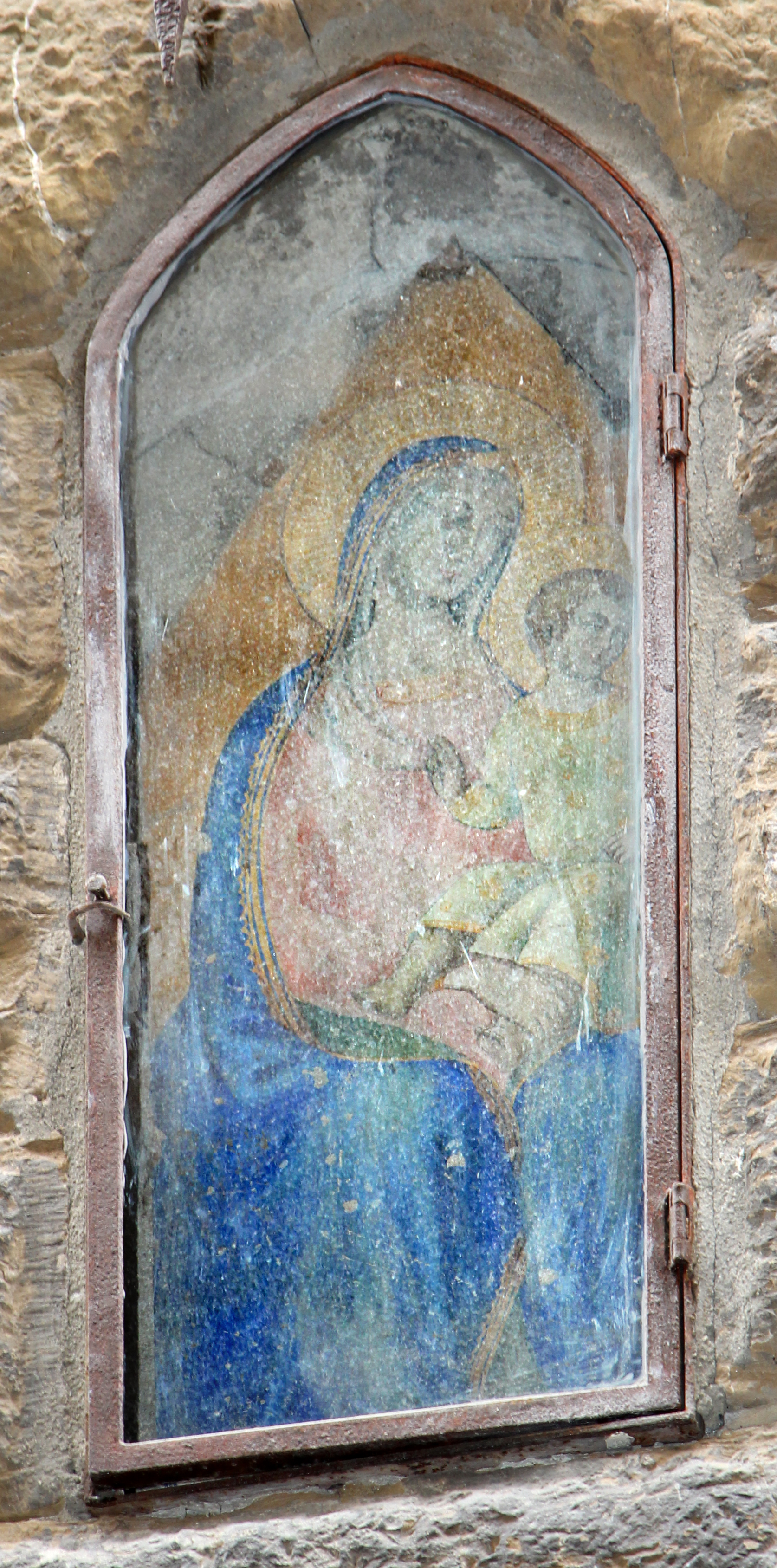
La Madonna col Bambino

### Lapidi
Sulla piazzetta degli Angiolieri, presso l'affaccio sull'Arno, si trova una lapide bilingue in italiano e in inglese al poeta e dantista Vittorio Vettori (allo stesso personaggio è dedicata anche una lapide sulla sua casa in via delle Ruote):
| In questo segreto luogo di luce sostava il poeta, dantista, scrittore, filosofo, umanista Vittorio Vettori (24 dicembre 1920 - 10 febbraio 2004) per guardare il fluire della luce sull’Arno, navigando col pensiero verso l’Oltre… Firenze 21 dicembre 2007 Istituto Mircea Eliade In this hidden of light the poet, Dante scholar, writer, philosopher, and humanist Vittorio Vettori (24 december 1920 - 10 february 2004) paused to watch the rippling light on the Arno River, sailing with his thoughts into the beyond. Florence 21 december 2007 Istituto Mircea Eliade |

Sul portale della chiesa di San Jacopo Soprarno alcune lapidi ricordano che il portico venne riedificato con le antiche pietre di San Donato in Scopeto a spese di don Pietro de' Medici nel 1580, e con sovvenzione di Francesco I de' Medici.
| SAXA SVBVRBANIS SCOPETIS EREPTA RVINIS, HVC DOMINOS PRISCOS IVRE SEQVVTA SVMVS · | UBI QVE. .M.D. LXXX. | NOS SENIOR PETRVS MEDYCES, DVM TEMPLA MANEBANT, MAGNVS FRANCISCVS NVNC,PIETATE FOVET · |

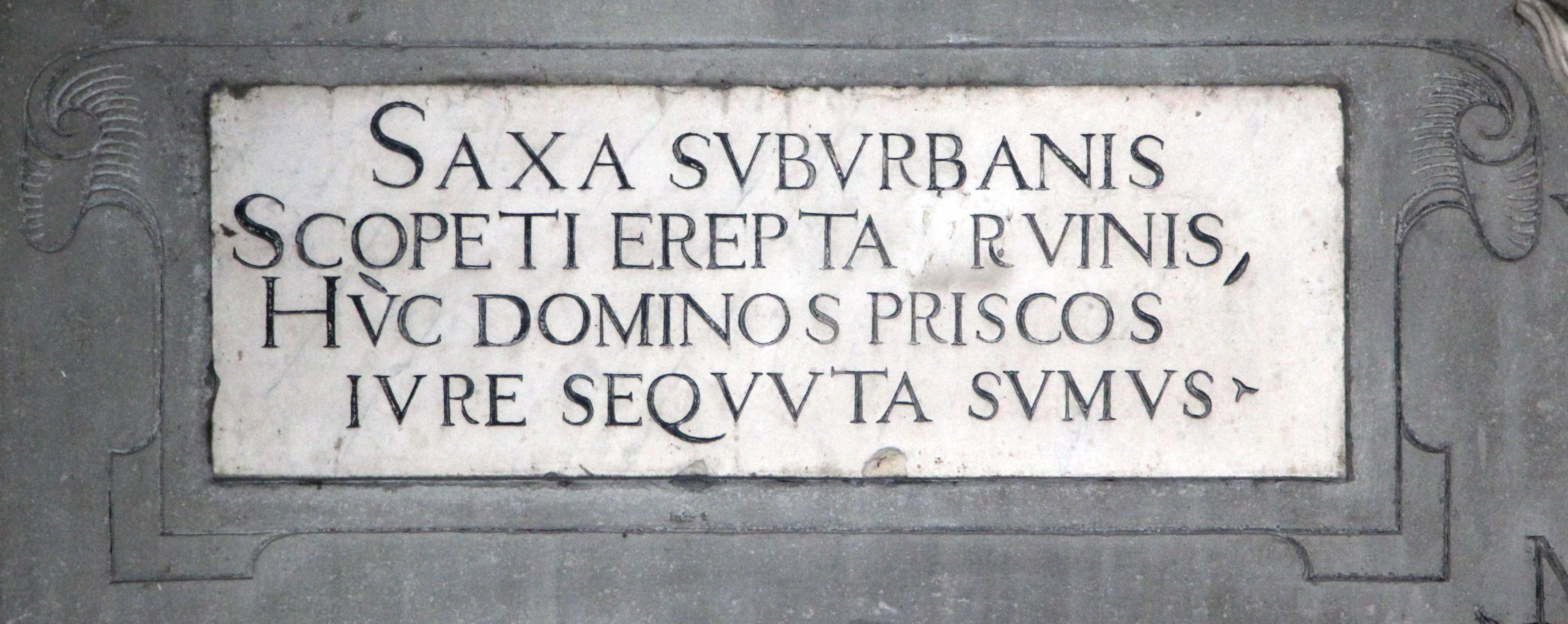
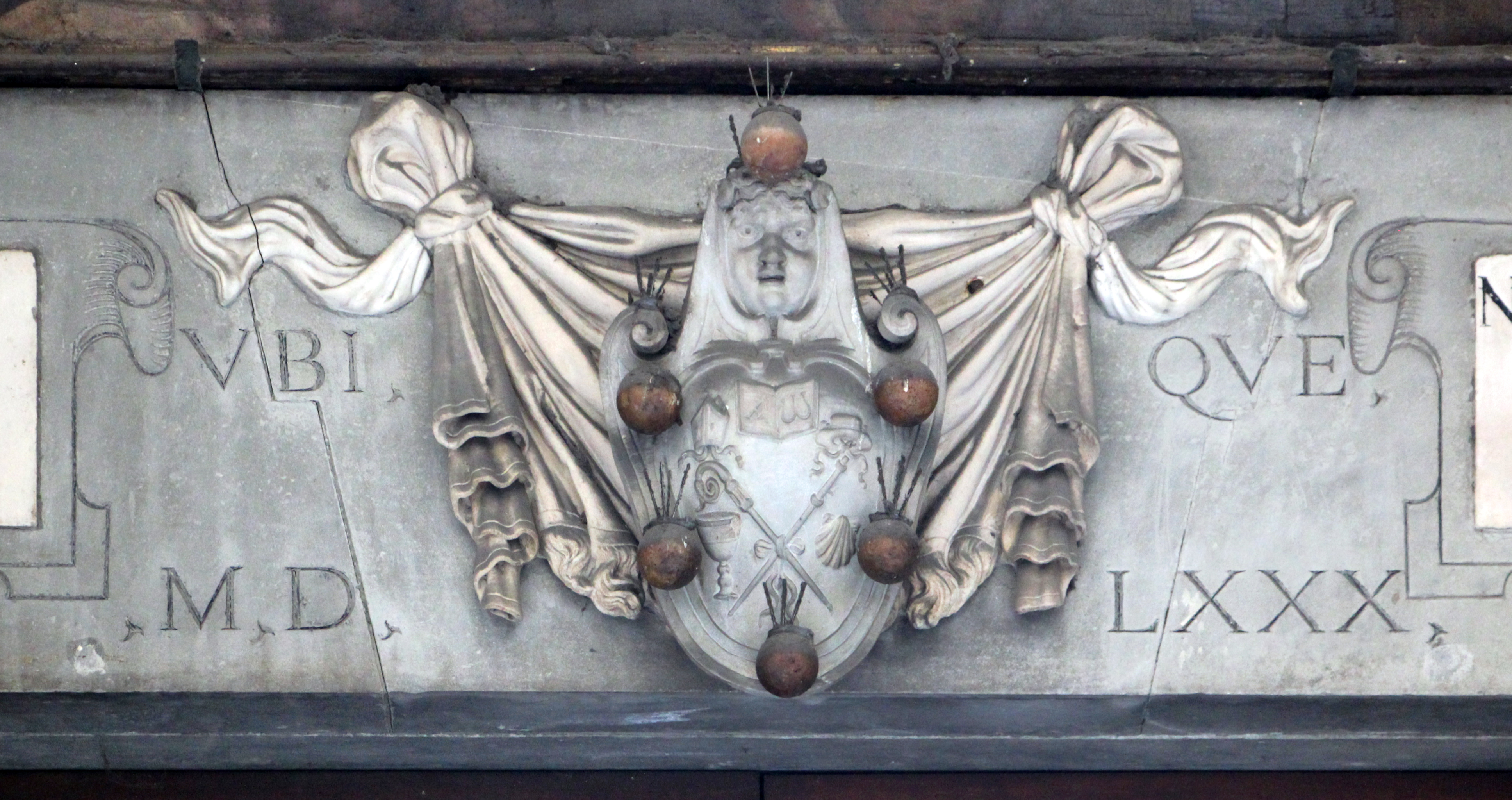
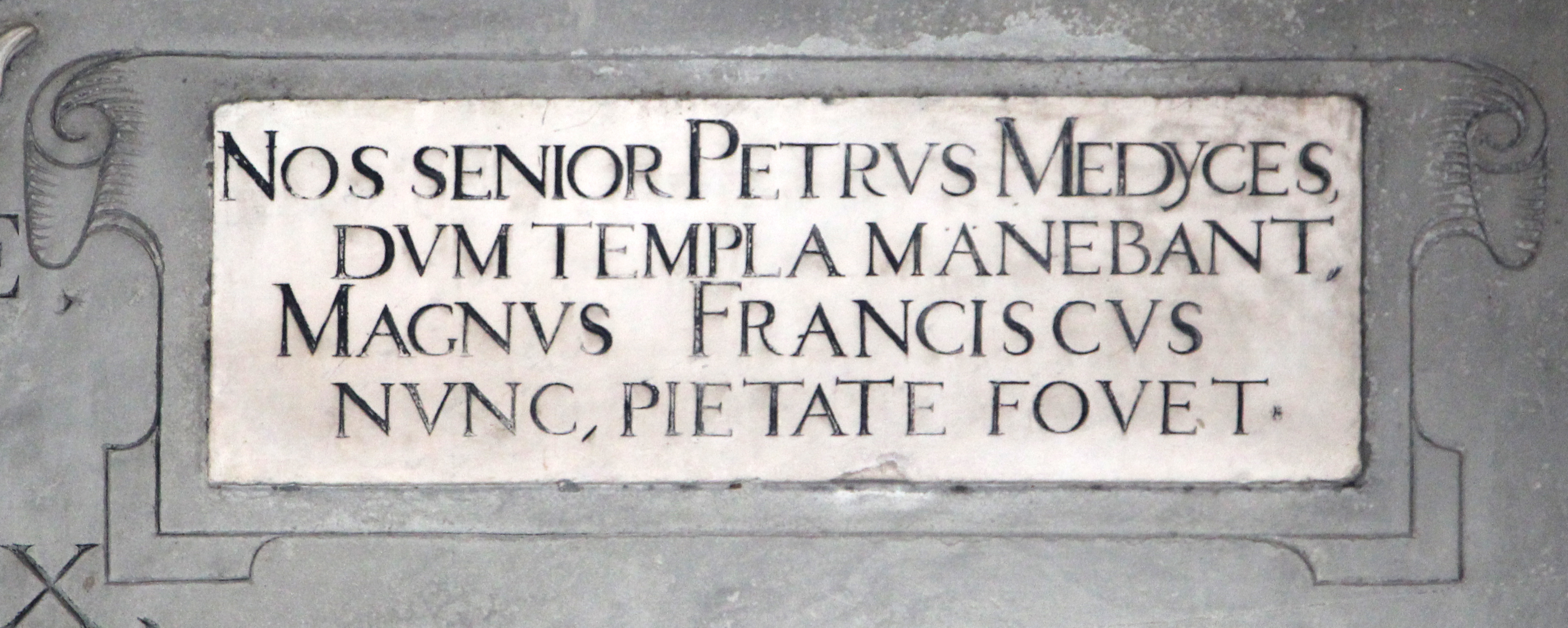

Traduzione: «Pietre sottratte alle rovine suburbane di Scopeti, qui abbiamo seguito i nostri antichi padroni di diritto. Ovunque 1580. Piero dei Medici il Vecchio, finché rimaneva in piedi il tempio, ora il grande Francesco, ci onorano della devozione».
Esiste anche un'iscrizione sotto il busto di Ferdinando I de' Medici della Casa Frescobaldi dello Sprone:
| FERDINANDI MEDICI MAG · HETRVRIAE DVCI III OPTIMO PRINCIPI BENEFACTORI SVO M.D.XCV. |

Traduzione: «A Ferdinando de' Medici, terzo granduca di Toscana, ottimo sovrano e benefattore suo (del proprietario della casa), 1595».